# Стеффен Себерг
Стеффен Себерг (норв. Steffen Søberg, нар. 6 серпня 1993, Осло) — норвезький хокеїст, воротар клубу ГЕТ-Ліги «Волеренга». Гравець збірної команди Норвегії.

## Ігрова кар'єра
Професійну хокейну кар'єру розпочав 2011 року.
2011 року був обраний на драфті НХЛ під 117-м загальним номером командою «Вашингтон Кепіталс».
Захищав кольори професійної команди «Манглеруд Стар». Наразі ж грає за клуб ГЕТ «Волеренга».
Виступав у складі юніорської збірної Норвегії та молодіжної збірної Норвегії. У складі національної збірної Норвегії грав на чемпіонатах світу 2013, 2014, 2015, 2016 та 2017 років, а також був у заявці але не грав в основному складі на зимових Олімпійських іграх 2014.

## Нагороди та досягнення
- Команда всіх зірок ГЕТ-Ліги — 2013.